# Nos

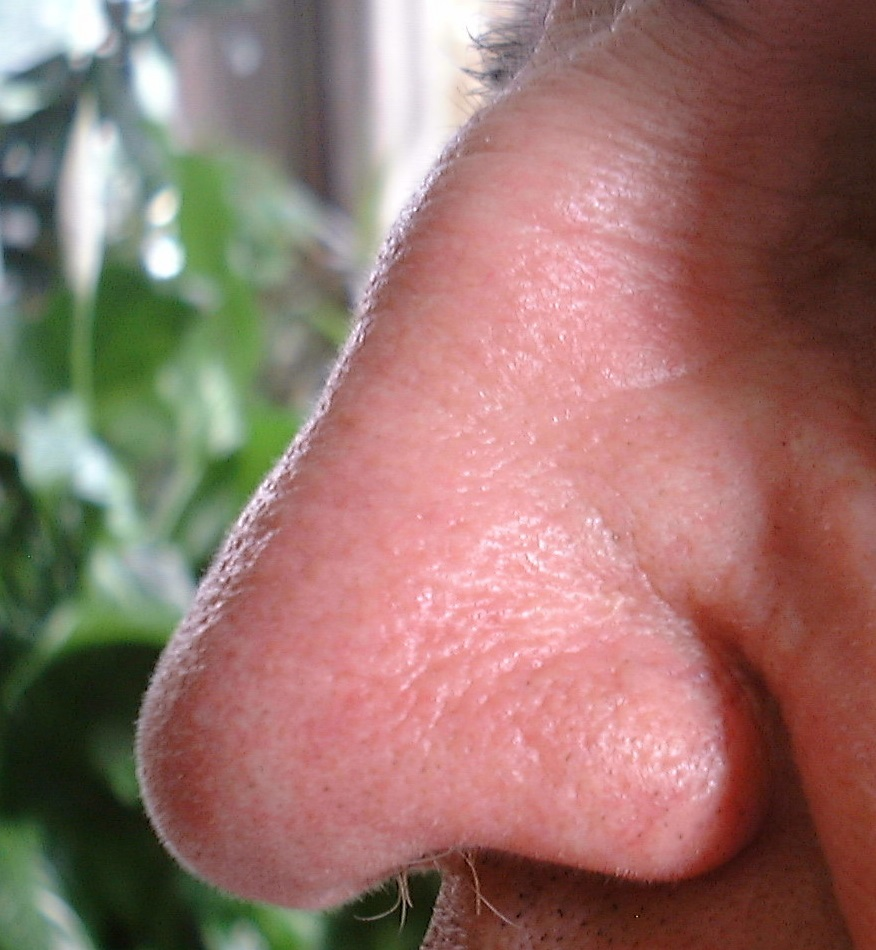
Lidský nos z profilu.

Nos (lat. nasus, řec. rhīs) je nepárový lidský smyslový orgán, který zajišťuje jeden z pěti lidských smyslů, a to čich (olfaktorika). Při dýchání také slouží k ohřívání a zvlhčování vzduchu vstupujícího do průdušnice a dále do plic.
Začíná kořenem nosu a končí oblastí nosních dírek (označovaných také jako nozdry (spíše u zvířat) nebo chřípí (spíše u člověka, knižně)).

## Frazémy
K nosu se vztahuje celá řada frazeologismů – ustálených slovních spojení a rčení:
- dát někomu do nosu – fyzicky někoho napadnout
- dát si do nosu – dobře se najíst nebo napít, syn. pošmáknout si
- chytit se za nos – uvědomit si svůj omyl
- jít rovnou za nosem – jít někam bez stanoveného cíle
- mít na něco nos či mít na něco čich – mít dobrý odhad, intuici
- podle nosa poznáš kosa – podle vzhledu poznáš povahu nebo spíše: velikost nosu koreluje s velikostí penisu
- nabít si nos – způsobit si zranění (zpravidla v přeneseném významu)
- strkat do něčeho nos (zhruběle čumák, rypák) – plést se do cizích věcí
- vodit někoho za nos – obelhávat, klamat někoho